# Daniel Román
Daniel Román Rosas (Veracruz, México, 18 de noviembre de 1979). Es un exfutbolista mexicano que se desempeñaba como defensa o Centrocampista.

## Trayectoria
Buen defensa lateral, rápido y con llegada al área rival. Debuta con el Monterrey en el Invierno 2001 y poco a poco logra cierta regularidad. Sale campeón con el club en el Clausura 2003, donde anota 2 goles. Para el Apertura 2003 es transferido al Veracruz. Sin poder consolidarse, sale del club para el Apertura 2004 con destino a la Primera "A" con el Club de Fútbol Cobras donde estuvo por seis meses para regresar con Veracruz y después continuar su carrera con el Tampico Madero Fútbol Club. Llegó en 2008 a la filial "Tigres B" y después fue fichado para el Apertura 2009 al nuevo proyecto Guerreros de Hermosillo recién llegado a la división de ascenso donde poco más tarde fue desafiliado para después retirándose del fútbol mexicano.

### Clubes
| Club                | País                | Año         | Partidos | Goles | Media |
| ------------------- | ------------------- | ----------- | -------- | ----- | ----- |
| Saltillo Soccer     | México              | 1999 - 2001 | 12       | 0     | 0     |
| Monterrey           | México              | 2001 - 2003 | 63       | 4     | 0.06  |
| Veracruz            | México              | 2003 - 2004 | 30       | 2     | 0.07  |
| Cobras              | México              | 2004        | 17       | 1     | 0.06  |
| Veracruz            | México              | 2005        | 8        | 1     | 0.13  |
| Tampico Madero      | México              | 2005 - 2008 | 64       | 3     | 0.05  |
| Tigres B            | México              | 2008-2009   | 11       | 1     | 0.09  |
| Guerreros           | México              | 2009-2010   | 11       | 0     | 0     |
| Total en su carrera | Total en su carrera | 1999 - 2010 | 216      | 13    | 0.06  |

## Estadísticas

### Resumen estadístico
| Competencia                | Partidos | Goles |
| -------------------------- | -------- | ----- |
| Primera División de México | 100      | 8     |
| Liga de Ascenso de México  | 116      | 5     |
| Total                      | 216      | 13    |

## Palmarés

### Campeonatos nacionales
| Título          | Club      | País   | Año  |
| --------------- | --------- | ------ | ---- |
| Torneo Clausura | Monterrey | México | 2003 |